# Cyphomyia albomaculata
Cyphomyia albomaculata är en tvåvingeart som först beskrevs av Macquart 1834.  Cyphomyia albomaculata ingår i släktet Cyphomyia och familjen vapenflugor. Inga underarter finns listade i Catalogue of Life.